# Scott Herren
Guillermo Scott Herren, detto Scott, noto anche con lo pseudonimo di Prefuse 73 (Atlanta, 1976), è un musicista statunitense.
È anche noto come Delarosa & Asora, Savath & Savalas e Piano Overlord.

## Biografia
Nel corso della sua carriera, Herren è stato scritturato dall'importante etichetta Warp Records e ha ricevuto apprezzamenti da parte della critica grazie ad album come Vocal Studies + Uprock Narratives (2001) e One Word Extinguisher (2003), pubblicati come Prefuse 73 e dove figurano collaborazioni con Aesop Rock, Dabrye, Daedalus, Tommy Guerrero e Sam Prekop dei Sea and Cake.

## Discografia parziale

### Come Prefuse 73

#### Album in studio
- 2001 – Vocal Studies + Uprock Narratives
- 2003 – One Word Extinguisher
- 2003 – Extinguished: Outtakes
- 2005 – Surrounded by Silence
- 2006 – Security Screenings
- 2007 – Preparations
- 2009 – Everything She Touched Turned Ampexian
- 2011 – The Only She Chapters